# Leo și Fred
Leo și Fred a fost un desen animat produs în Ungaria, distribuit de asemenea și în România pe canalul Minimax, a cărui două personaje principale erau Leo, un leu, și Fred, îmblânzitorul acestuia.